# Satalkheri
Satalkheri là một thị trấn thống kê (census town) của quận Kota thuộc bang Rajasthan, Ấn Độ.

## Nhân khẩu
Theo điều tra dân số năm 2001 của Ấn Độ, Satalkheri có dân số 14.965 người. Phái nam chiếm 53% tổng số dân và phái nữ chiếm 47%. Satalkheri có tỷ lệ 49% biết đọc biết viết, thấp hơn tỷ lệ trung bình toàn quốc là 59,5%: tỷ lệ cho phái nam là 63%, và tỷ lệ cho phái nữ là 33%. Tại Satalkheri, 21% dân số nhỏ hơn 6 tuổi.